# Mary Ruefle
Mary Ruefle (geboren 16. April 1952 in McKeesport) ist eine US-amerikanische Schriftstellerin. 

## Leben
Mary Ruefle ist Tochter eines Berufssoldaten und wuchs daher in verschiedenen Regionen der USA und in Europa auf. Sie studierte Literatur am Bennington College in Vermont und schloss 1972 das Studium mit einem B.A. ab. Sie lehrte Literatur am Vermont College of Fine Arts in Montpelier und beim Iowa Writers’ Workshop.  
1982 erschien ihr erster Gedichtband. Ruefle hat zahlreiche Auszeichnungen und Stipendien erhalten, darunter ein Stipendium des National Endowment for the Arts, ein Guggenheim-Stipendium, einen Whiting Award und einen Award der American Academy of Arts and Letters. Ihr Lyrikband Dunce war 2019 nominiert für den National Book Award for Poetry und stand 2020 auf der Shortlist des Pulitzer Prize.   
Sie lebt in Bennington.

## Werke
- Memling's Veil. University of Alabama Press, 1982
- Life Without Speaking. University of Alabama Press, 1987
- The Adamant. Carnegie Mellon University Press, 1989
- Cold Pluto. Carnegie Mellon University Press, 1996
- Post Meridian. Carnegie Mellon University Press, 1999
- Among the Musk Ox People. Carnegie Mellon University Press, 2002
- Apparition Hill. CavanKerry Press, 2002
- Tristimania. Carnegie Mellon University Press, 2004
- A Little White Shadow. Wave Books, 2006
- Go home and go to bed! : a comic. Pilot Books, 2007
- Indeed I Was Pleased with the World. Carnegie Mellon University Press, 2007
- The Most of It. Wave Books, 2008
- Selected Poems. Wave Books, 2010
- Madness, Rack, and Honey Collected Lectures. Wave Books, 2012
- Happy Birthday! Wave Books, 2013
- Trances of the Blast. Wave Books, 2013
- From Here to Eternity. Horton Tank Graphics. 2015
- An Incarnation of the Now. Double Press, 2015
- My Private Property. Wave Books, 2016
  - Mein Privatbesitz. Übersetzung Esther Kinsky. Berlin : Suhrkamp, 2022 („41 Prosaminiaturen“)
- Dunce. Wave Books, 2019